# Mikronesiska federationens herrlandslag i fotboll
Mikronesiska federationens herrlandslag i fotboll, även Mikronesiens herrlandslag i fotboll, kontrollerat av Federated States of Micronesia Football Association och representerar Mikronesiska federationen i internationella fotbollsmatcher. Man är inte medlem i Fifa eller OFC, och därmed får man inte kvalspela till de stora turneringarna. Man har deltagit en gång i Södra Stillahavsspelen, vilket skedde 2003 där man åkte ut i gruppspelet.
Vid de mikronesiska spelen (ej att förväxla med Micronesian Cup) deltar Mikronesiska federationens delstater med egna landslag.